# Comitatul Blackford, Indiana
Comitatul Blackford, conform originalului din limba engleză, Blackford County, este unul din cele 93 de comitate ale statului american Indiana. Conform recensământului Statelor Unite Census 2000, efectuat de United States Census Bureau, populația totală era de 12.677 de locuitori. Sediul comitatului este orașul Hartford City GR6.

## Legături externe

Harta comitatului Blackford, cu localități, districte și limite.

## Geografie

### Comitate înconjurătoare
- Comitatul Wells—nord
- Comitatul Jay—est
- Comitatul Delaware—sud
- Comitatul Grant—vest

## Demografie
|  | Graficele sunt indisponibile din cauza unor probleme tehnice. Mai multe informații se găsesc la Phabricator și la wiki-ul MediaWiki. |

Date: Wikidata - grafică realizată de Wikipedia